# Esercito permanente
L'esercito permanente (o esercito stabile) è un esercito composto esclusivamente da soldati impiegati a tempo pieno.
La composizione si basa generalmente su volontari,  in contrasto con l'esercito di leva, dove il quale viene invece convocato coattivamente qualora si presenti la necessità, tramite il servizio militare. Per contro, esso sono tendenzialmente più costosi da mantenere e quindi hanno dimensioni sovente limitate, pur essendo meglio equipaggiati, meglio addestrati e meglio preparati in caso di emergenza, in particolare nelle guerre.

## Storia
Un primo esempio storico di esercito permanente fu quello della Roma antica di età repubblicana, dopo le riforme di Gaio Mario attuate nell'anno 107 aC. Con il nuovo regolamento fu eliminato il vecchio esercito romano formato da cittadini armati che venivano reclutati secondo le necessità del momento, sostituendo questo schema con un corpo di soldati professionisti che si dedicavano esclusivamente alla milizia per un determinato periodo di servizio. Questo sistema venne mantenuto poi anche durante l'impero romano. La maggior parte delle culture antiche (come la Cina o l'Egitto) mantennero pure degli eserciti permanenti, ma di numero molto ridotto, senza un'organizzazione precisa in corpi di combattimento, ma piuttosto come soggetti singoli dediti unicamente alla custodia dei loro governanti o all'esecuzione dei loro mandati, e pertanto operavano principalmente nelle grandi città e nelle residenze di sovrani o personalità illustri; in caso di guerra venivano reclutati invece eserciti di massa, dove i veri professionisti costituivano unicamente una piccola minoranza.
Un altro esempio di esercito permanente venne costituito dai giannizzeri dell'Impero ottomano che, sin dal XV secolo, si dedicarono esclusivamente alle campagne militari turche, attestandosi in accampamenti speciali durante i periodi di pace, ma senza mai sciogliersi, e rimanendo sempre soggetti alla disciplina militare. Durante il periodo medievale, gli eserciti permanenti erano in realtà molto pochi perché per la maggior parte erano gli eserciti mercenari e le compagnie di ventura, le quali potevano essere sciolte in qualsiasi momento, in particolare se il principe che aveva richiesto i loro servigi non poteva più pagare il loro stipendio. L'espansione coloniale europea dei secoli XVI e XVIII fece emergere la necessità di disporre di truppe sempre pronte al combattimento.
Proprio il filosofo inglese Adam Smith scrisse nella sua opera "La ricchezza delle nazioni" del 1776, che gli "eserciti permanenti" erano un segno di modernizzazione per una società dove l'arte della guerra diventava sempre più complicata e richiedeva maggiore disciplina ed addestramento.